# Václav Albrecht Bruntálský z Vrbna
Václav Albrecht Bruntálský z Vrbna (německy Wenzel Albrecht von Wrbna-Freudenthal, 1659 – 11. září 1732, Lehnice) byl moravský šlechtic, pocházel ze slezské linie rodu Bruntálských z Vrbna.

## Život
Václav Albrecht se narodil jako syn hraběte Jiřího Štěpána a jeho druhé manželky, hraběnky Marie Alžběty Kinské.
Stal se císařským komorníkem, poté zemským hejtmanem, nejprve v Krnově, v roce 1722 v Lehnici a v září téhož roku skutečným tajným radou. Po vymření rodu Berků z Dubé zdědil rozsáhlé panství Rychmburk ve východních Čechách, které však prodal, nadále ale vlastnil Velké Heraltice.
Dne 3. května 1715 se oženil s Marií Augustou z Fürstenbergu, s níž měl dvě dcery a syna Karla Václava, který padl roku 1757 v bitvě u Vratislavi jako poslední mužský člen mladší (albrechtské) rodové linie. Dcera Marie Sofie Anna vstoupila v Praze do kláštera karmelitek a přijala řeholní jméno Eleonora Terezie od Dobrého Pastýře. Zemřela v roce 1767.
Václav Albrecht zemřel 11. září 1732 v Lehnici.